# Боровани
Боровани (чеш. Borovany) — город, расположенный на территории района Ческе-Будеёвице Южночешского края. Малая родина национального героя чешского народа гуситского гетмана Яна Жижки.

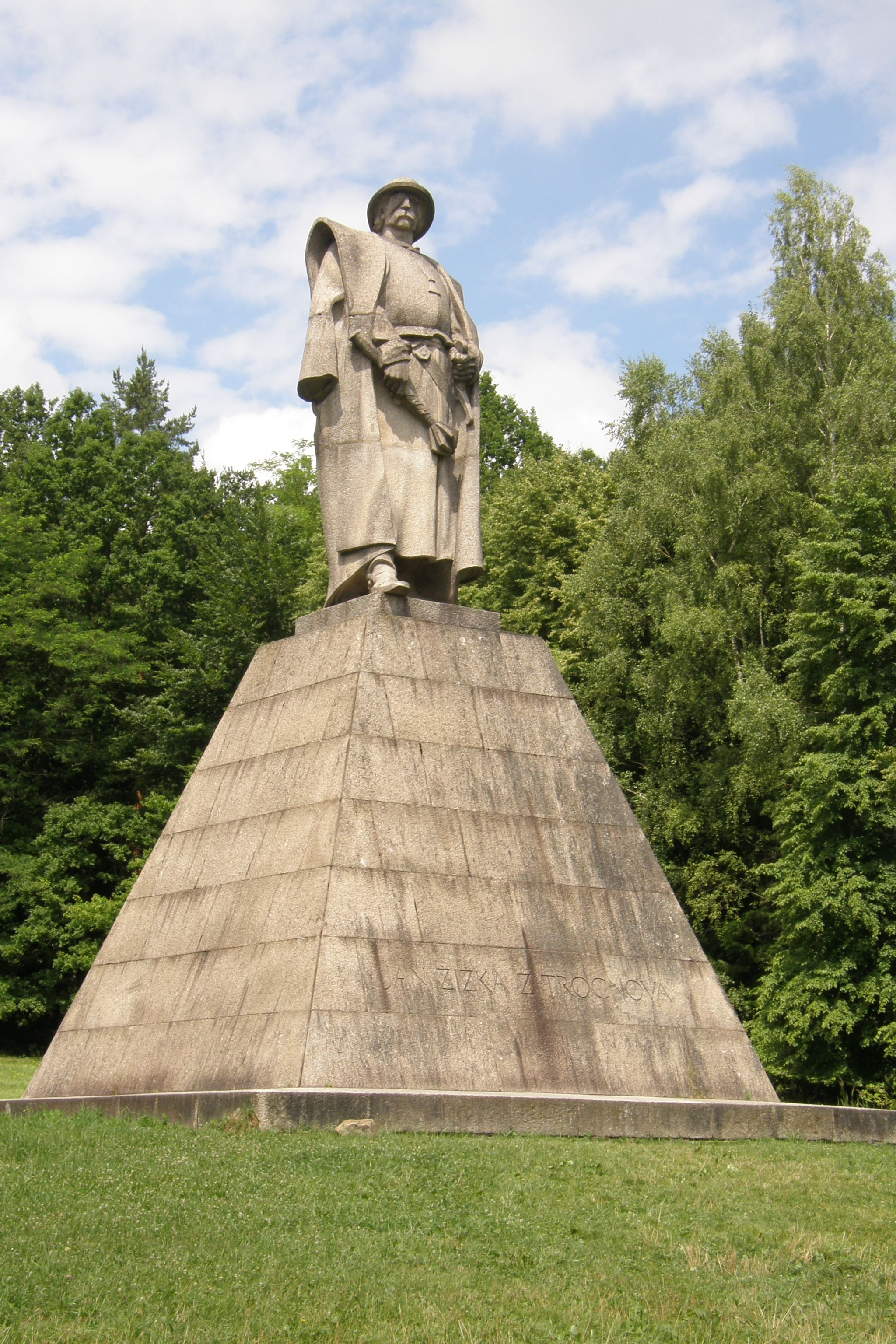
Памятник Яну Жижке в Троцнове.

## История
Первые письменные упоминания о Борованах относятся к 1186 году, когда деревня Боровани была названа в числе владений Цветльского аббатства. В 1291 году Боровани уже находились во владении Вока из Борован, судя по всему, представителя крумловской ветви рода Витковича, а в 1327 году Боровани купил другой представитель рода Витковичей Вилем I из Ландштейна. Его сын Витек II из Ландштейна в 1359 году продал Боровани другой ветви Витковичей — Рожмберкам, которые включили их в состав своего Новоградского панства.
В конце XIV века Боровани были поделены между несколькими владельцами, а 30-х годах XV века единым собственником Борован стал голландский купец Петр Линдский, поселившийся в Ческе-Будеёвице, который в 1455 году с одобрения короля Ладислава основал Борованский монастырь августинцев. Согласно воле Петр Линдского, всё его имущество после его смерти перешло в собственность монастыря. В 1564 году монастырь был ликвидирован Вилемом из Рожмберка, а монастырские владения обращены в его собственность. В Боровани был поставлен рожмберкский управляющий.
В 1578 году владарж Вилем из Рожмберка присвоил Борованам статус города. В это же время Боровани получили собственный герб, на котором, помимо прочего, изображена пятилистная красная роза Рожмберков. После пресечения рода Рожмберков в 1611 году большинство их владений, включая Боровани, унаследовали Швамберки, у которых в 1620 году Боровани, как и другие владения, были конфискованы королём за участие Швамберков в Восстании чешских сословий. Позднее король Фердинанд III передал Боровани с окольными сёлами восстановленному в 1630 году Борованскому монастырю, подтвердив при этом некоторые старые городские привилегии Борован и предоставив новые.
Масштабная строительная деятельность по восстановлению сильно разрушенных во время тридцатилетней войны Борован была начата монастырём только в XVIII веке. Во второй половине столетия в городе было возведено здание Прелатуры — резиденции пробста Борованского монастыря. После того как во время реформы Иосифа II монастырь в 1785 году был повторно упразднён, его владения были выкуплены княжеским родом Шварценберков, которые перестроили здание Прелатуры в замок-дворец.
В 1850 году город Боровани стал самостоятельным муниципалитетом в составе Ческе-Будеёвицкого административного района и судебного округа с центром в Тргове-Свини. Открытие в 1869 году железной дороги, проходящей через Боровани, способствовало дальнейшему развитию города и привело к увеличению добычи диатомита в его округе. После провозглашения Чехословацкой республики в 1918 году добыча и переработка диатомит в Барованах была передана акционерному обществу «Calofrig».
В 1973 году Баровани официально получили статус города.

## Достопримечательности города и округи
- Приходской костёл Посещения Девы Марии
- Позорный столб
- Борованский замок
- Место рождения Яна Жижки в Троцнове

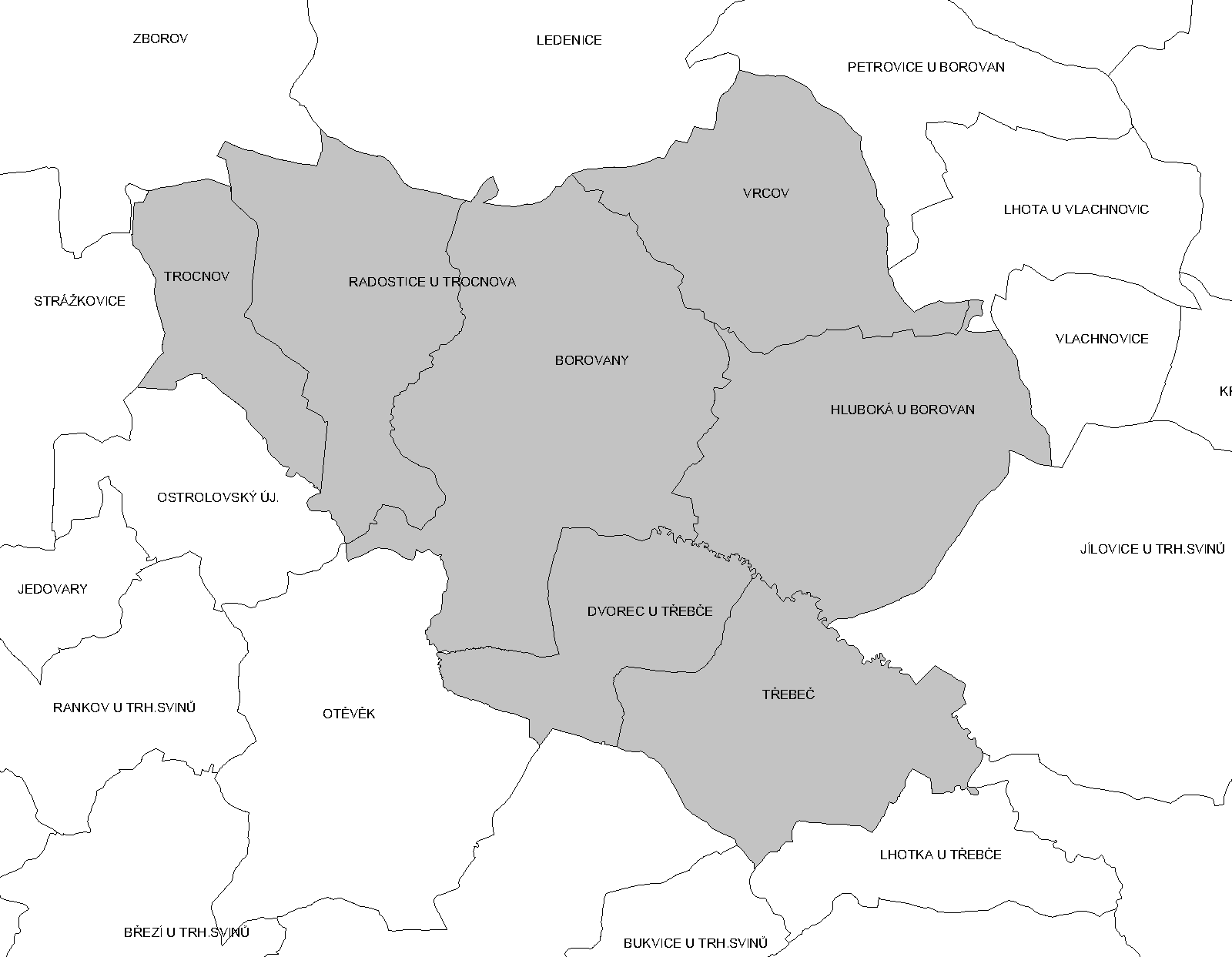
Кадастровое деление города.

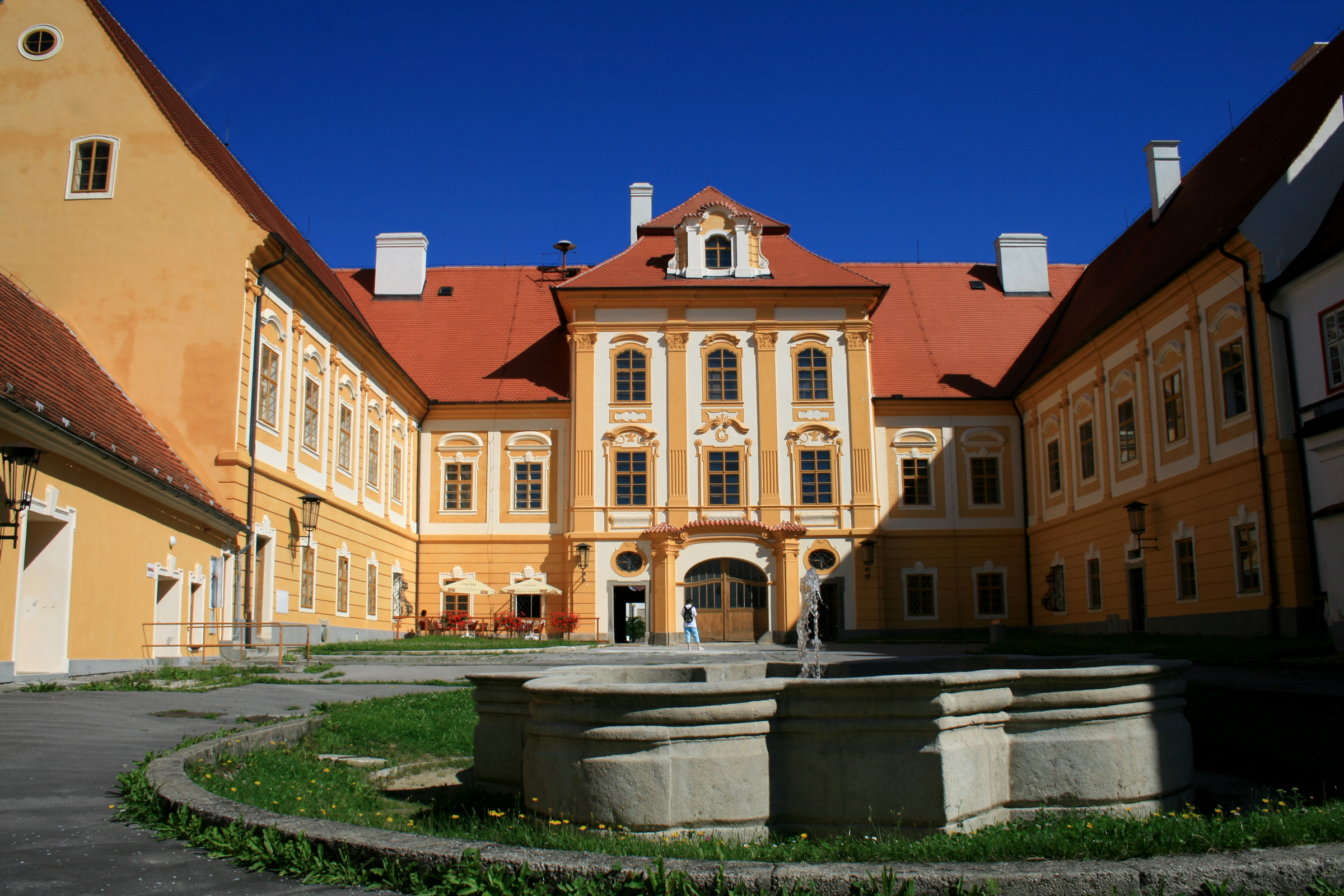
Борованский замок — бывшая Прелатура Борованского монастыря.

## Части города
- Боровани
- Дворец
- Глубока-у-Борован
- Радоштице
- Троцнов
- Тршебеч
- Врцов

## Население
| Год  | Численность | Численность |
| ---- | ----------- | ----------- |
| 1869 | 2378        | [ 5 ]       |
| 1880 | 2636        | [ 5 ]       |
| 1890 | 2536        | [ 5 ]       |
| 1900 | 2638        | [ 5 ]       |
| 1910 | 2839        | [ 5 ]       |
| 1921 | 2924        | [ 5 ]       |
| 1930 | 2915        | [ 5 ]       |
| 1950 | 2529        | [ 5 ]       |
| 1961 | 2740        | [ 5 ]       |
| 1970 | 2682        | [ 5 ]       |
| 1980 | 3045        | [ 5 ]       |
| 1991 | 3312        | [ 5 ]       |
| 2001 | 3584        | [ 5 ]       |
| 2014 | 4090        | [ 6 ]       |
| 2016 | 4132        | [ 7 ]       |
| 2017 | 4133        | [ 8 ]       |
| 2018 | 4147        | [ 9 ]       |
| 2019 | 4173        | [ 10 ]      |
| 2020 | 4165        | [ 11 ]      |
| 2021 | 4166        | [ 12 ]      |
| 2022 | 4137        | [ 13 ]      |
| 2023 | 4162        | [ 14 ]      |
| 2024 | 4178        | [ 15 ]      |
| 2025 | 4184        | [ 3 ]       |